# 中尾芽衣子
中尾 芽衣子（なかお めいこ、1997年10月17日 - ）は、日本の元AV女優。ティーパワーズに所属していた。

## 略歴・人物
2015年にAVデビュー。「青柳ひなた（あおやぎ ひなた）」の芸名で活動していたが、後に「NOA（のあ）」に改名。所属事務所はギルフィー。
2017年11月、所属事務所をティーパワーズに移し「中尾芽衣子」に改名。
趣味はカメラ、特技はウエイクボード。

## 出演作品

### アダルトDVD
- 波乗り歴8年!! プロサーファーを目指す18歳が鍛えられた美乳ボディを引っ提げAVデビュー!! ナンパJAPAN EXPRESS Vol.30（9月25日、ナンパJAPAN）※「なつみ」名義
- 巷のアカンJKを捕獲! 拘束してHな事しちゃいました!!（11月11日、DOC）※「あきほ」名義
- 学校に秘密で放課後闇バイト 18才パイパン美少女の人生初3リットル潮吹き体験（11月20日、テクノブレイク）
- オール2連射×M字開脚×鬼吸引フェラ 感涙のトリプルコンボ（11月20日、SEX Agent）
- 脱ぎたてパンスト手コキ 3 絶妙透け具合の美脚美女7名が黒パンストONLY!で白い液を…!（11月20日、SEX Agent）
- 女監督が禁断の思春期時代の実体験をAVとして再現 全寮制女子校でのレズ行為を通して性に目覚めたあの頃（11月26日、アマチュアインディーズ）
- ハメをはずしてハメた 夏の女子大生談（11月27日、バルタン）
- ギャルハメウィークエンド!! Vol.003（12月1日、プレステージ）
- 360度1回転主観フェラ おしゃぶりに夢中の女体を全方位から鑑賞する新発想、「まわってもらいました」（12月18日、SEX Agent）

- 美少女即ハメ白書 44（1月20日、ソクハメラボ）
- 超タイプのショップ店員と試着室で2人きり「一回だけやらせて下さい」とお願いすると「お客様…仕事中なので困ります…」と言いつつも「絶対に声を出さないで下さい…」とチ●コを挿入し中出し求める神展開!!（1月22日、SCOOP）
- 美尻ディルドオナニー Vol.8（2月5日、OFFICE K'S）
- 突然クンニされたのに…絶頂しちゃった女たち（2月5日、OFFICE K'S）
- 初めてのディルドオナニーで大量の白濁マン汁を溢れさせながらカメラを忘れて感じまくっちゃった素人娘 2（2月5日、虎堂）
- しろうと関西円光(中田氏)  まゆ&ひな（2月15日、プラム）
- JKディルドオナニー 9（2月19日、OFFICE K'S）
- 女子校生のヌード鑑賞アルバイト 2（2月19日、OFFICE K'S）
- お金のためなら… どこでも手コキしちゃうドスケベ娘（2月19日、虎堂）
- 友達同士でオマ●コおっぴろげ!（2月19日、虎堂）
- 素人捕獲!? 初めての拘束 くすぐり失禁アクメ（2月19日、虎堂）
- 電マ女子校生 生脚も黒タイツも全員焦らしたった編（3月21日、メディア総販ソレイル）
- 女子校生強制中出し 8（4月8日、TMA）
- ヤリマンだったビッチギャルも今やご無沙汰妻。旦那が買った念願のマイホームにやってきた見知らぬ男がみせつけてきた人生初の極太勃起チ○ポを見て、久しぶりにパンツから滴り落ちるマ○コ汁!子宮に垂れ流される喜びを求めて膣内連続射精懇願（4月8日、V&R PRODUCE）
- ノーパン パンストローション素股コキ（4月22日、REAL）
- INVIDAYS ミニスカJKの放課後痴女サークル（4月25日、デジタルアーク）
- 媚薬オイルが効きすぎて1度のセックスでは物足りず、連続2回&中出しさせる発情ギャル 4（5月10日、DOC）
- 通りすがりの女子校生・OLを拉致してアクメ強姦! 拘束しバイブを挿入して放置。 腰を痙攣させて何度もイキまくる肉便器に中出し（5月12日、アイエナジー）
- 経験豊富な優しい素人お姉さんが最高の童貞筆おろし（6月9日、アイエナジー）
- 全裸オイルキャットファイト 7 HANABI 強い女の中の女たち出てこいや!8人制最強美女決定トーナメント2016夏の陣（6月9日、ROCKET）
- 人妻ちゃんの精飲 知らない男の精子15発 アパレル販売員 かのさん25歳（6月9日、コスモス映像）※「かの」名義
- JKにオナホを渡し「僕のチ●コを思いっきりシゴいて下さい!」 2（6月10日、DOC）※「ゆい」名義
- 誰のマ●コも知らない●学生のボクに、年の差離れたショタコン狂いの義姉が親の居ぬ間に馬乗りになって優しく挿入!何度も何度も中出し懇願（6月10日、V&R PRODUCE）
- アイツの会社のミニスカスーツOL達は、毎日手コキで抜いてくれるらしい。（7月7日、WEEKENDER）
- アナルひくひくオマ○コくぱぁ 2（7月8日、BAZOOKA）
- ギャルだらけの4姉妹と両親が居ない実家で毎日子作り中出しSEX（7月8日、BAZOOKA）
- 近所の美人ギャルママは当時誰でも知っていたヤリマン女子●校出身だった! 旦那や息子がいたって変われないっ 口説かれちゃったらいつでもバキュームおマ●コ解禁で金玉すっからかんになるまで生で精子を搾り取られるって噂は本当か?（7月8日、SCOOP）
- AV女優 裸コレクション（7月8日、V&R PRODUCE）
- 無毛地帯 〜つるまん女子とのセックスコレクション!ここはパイパンパラダイス!〜（7月15日、SEX Agent）
- 女子校生達がパンティーをオ○ンコにグイグイ食い込ませて見せつけてくるんです。（7月25日、デジタルアーク）
- 禁断のパイパン妊娠OK中出しバイト（7月25日、豊彦）※「ゆか」名義
- ROCKET8周年記念作品 マイクロビキニでドキッ! 巨乳20人! 水泳大会2016 真夏のエロ水着とおっぱいの祭典!巨乳20人がプールでガチンコエロバトル!!（8月6日、ROCKET）
- ビキニギャルがイキまくり! デカチン見せつけ海ナンパ（8月10日、ホットエンターテイメント）
- ヤリ捨て非道調教超ドM子宮ギャル（8月12日、MDMA）※「森川來未」名義
- TOKYO盗撮 JK見学クラブ 超ミニスカ♡ ムチムチ生足挑発!! パンチラパンモロ（8月25日、デジタルアーク）
- 変態すぎるド素人娘スペシャル 2（8月26日、S級素人）
- 逆愛人契約! 中出し10発するまで許さない淫乱痴女 3（8月26日、BAZOOKA）
- ギャル専門デリヘルを自宅に派遣してみると「あれ…この子どっかで見たことがある…」。問い詰めてみれば「お願いだから誰にも言わないで…」と泣きそうな顔で懇願してきたので弱みを握り抵抗することのできない嬢にドップリ生中出しまでしちゃいました!（8月26日、SCOOP）
- ムチムチJK ブルマ尻コキ（9月7日、デジタルアーク）
- 慶○大卒元銀行員がなぜ? イキ狂うエリート妻（10月1日、AV）
- オジさんのボクがシェアハウスの女性7人に媚薬を飲ませたら超淫乱女子に大変身!　チ◯ポを求められまくる大ハーレム状態に!もういい年のオジさんなのに子供どころか彼女もおらず一人暮らし歴20年強。一緒に暮らす家族もできないので、出会いを求めて若い女子たちと一つ屋根の下に同居するというシェアハウスに入居!しかも、女子は全員かわいい子だらけ!まさに夢の様な暮らし!と思ったら孤立…。誰とも話さない日々…。同居人として認められていない気がする…。若者同士は一緒に遊んで楽しそう…。完全な生殺し状態。なので隙を見て女子たちに媚薬を投入してみたら…（10月7日、Hunter）
- 40代後半の中年が好き 枯れ専金髪黒ギャルがメス顔化 露出SEXアピール!（10月7日、山と空）
- 黒ギャルのエロ過ぎるデカ尻！！ NOA（10/19、MARRION）
- 片手間、半分無視でエッチなことをする 妄想新シリーズ やっつけセックス 〜SEXまったくヤル気ない女とヤル気マンマンの男〜（10月20日、ROCKET）
- 女友達に合コンに誘われ男友達集めて行ってみると、実際はスケベな女が集まった手コキパーティーだった件。（10月25日、デジタルアーク）
- 現役OLの高収入裏バイト 4 〜生ハメSEXで狂う清楚OL〜（10月28日、S級素人）
- ママ友 泥酔!乱交!発狂!ナンパ中出し 酒という媚薬で本能をムキ出し!クリもムキ出し!狂喜淫乱舞する人妻たち 地方ヤンママ上京編（11月15日、ピーターズ）
- ヤリマンギャル即ズボ便所盗撮（11月18日、ゲッツ!!）
- 池田径 通称ぽこっし〜のイケイケ ガールハンター 41 海編（12月1日、アートモード）
- 「10分間イクのを我慢できたら延長するよ」と、ノリの良いキャバ嬢に持ちかけ手マン責めを実行!開始5分でアヘ声あげてイキまくりの敏感ギャルは、「このまま…SEXしちゃお!」とチ●ポねだり!!（12月2日、ゲッツ!!）
- 絶倫少年連続中出し近親相姦 姉に童貞をバカにされた絶倫弟が何度も何度も連続中出しで姉を犯しまくる!（12月7日、アパッチ）
- 巨乳ド素人限定! 溶ける水着で素股体験!!!（12月8日、アパッチ）
- 変態パンツ娘連れ込んじゃった。 2 自称パンシミ太郎の個人ビデオ投稿（12月13日、クンカ）
- 変態長男が撮り貯め! 家庭内隠撮（12月20日、スターパラダイス）

- エッチなご奉仕メイドに癒されたい! オマ●コぴちゃぴちゃ指入れ自画撮りオナニー vol.02（1月1日、GLAY'z）
- 隣のヤンキー妻に媚薬入りのお菓子をおすそ分けしたら寝取り中出しできた NOA（1月20日、STAR PARADISE）
- オナホール訪問販売員のおばさん 20（1月20日、STAR PARADISE）
- ムチムチJK ブルマ尻コキ 2（1月25日、デジタルアーク）
- 「あんたのテクなんかじゃ絶対にイカないっ!」 なんて豪語するヤリマン姉に媚薬を飲ませたらいきなりエビ反り痙攣! 何度も絶頂! 弟のチ●ポに自ら跨りイキ狂う!（2月1日、GLAY'z）
- groovin’ 超ミニスカ女子校生 パンチラDISCO 11（2月7日、デジタルアーク）
- TOKYO盗撮 JK見学クラブ 超ミニスカムチムチ生足挑発パンチラパンモロ（2月7日、デジタルアーク）
- 爆風パンチラ 超ミニスカJK爆風パンチラ ～パンモロ食い込みTバック編（2月7日、デジタルアーク）
- 渋谷道玄坂にある絶滅危惧種の生意気黒ギャルばかりを狙うオイルマッサージ店 6（2月24日、Relaxation Room）
- パンティーびしょ濡れJK! シミの上から指ズボオナニー 2（2月25日、デジタルアーク）
- 超ミニスカJK通学チャリパンチラ（3月7日、デジタルアーク）
- 兄貴のギャル嫁（7月13日、GALDQN）
- MASOTRONIX 11 佳苗るか NOA（4月13日、MAD）
- ママ母レズビアン ～父の再婚相手は同い年～ 藤川れいな NOA（7月13日、U&K）
- 盗撮レズ ～レズビアンの私が親友を誘って隠し撮り～（8月13日、U&K）
- kirakira学園 全員GALクラスに転校して無制限射精されちゃった僕。（9月1日、kira☆kira）※「AV OPEN 2017」ドラマ部門エントリー作品。
- HYPER HIGHLEG QUEEN NOA（10月7日、デジタルアーク）
- バイノーラル録音 & 完全主観映像 女子校生マニアック黒タイツ（10月20日、部活動）
- BROWNIE NOA（11月25日、デジタルアーク）

- NOA BEST（4月25日、デジタルアーク）※単体ベスト
- 乳首責めっ放し人妻レズエステ 新性感開発オイルサロン（9月15日、ピーターズ）
- 汗臭い激カワつなぎガールに生中出し（11月9日、BAZOOKA）

- 100万×中出し 女が欲しいのは愛かお金か中出しか!!? AV女優37人の新感覚中出しサバイバル!!（2月1日、本中）※「AV OPEN 2018」企画部門エントリー作品。
- 時間停止させられた女子大生はコンマ0秒で濃縮絶頂しながら中出しされていた。 神坂ひなの 中尾芽衣子 皆野あい（8月25日、ダスッ!）
- 100万×中出し 完全版 AV女優37人のガチンコ中出しサバイバルの裏側全部見せます!!（8月25日、本中）
- 風俗店で働くことを決めた人妻たち（9月13日、あら、スケベ）
- すぐそばに彼女がいるのに美乳を密着させて誘惑してくる 文系妹はささやき淫語痴女 奏音かのん（11月13日、Fitch）- 主演は奏音かのん。中尾は脇役出演。
- 私、実は夫の上司に犯され続けてます… 中尾芽衣子（12月13日、溜池ゴロー）

- ヒロインW洗脳 悪の女幹部ヴェルマリア & ヴェルローズ（1月10日、GIGA）
- 制服びしょ濡れ雨宿り 濡れ透け姉と友達の10人に襲われて中出ししまくった大雨の放課後（1月13日、MOODYZ）
- スマート・セックス・ライフ こんなセックスは嫌われる 間違いだらけのセックスプレー（1月17日、NAGIRA）
- 孤独の風俗 メンズエステ編（1月25日、ダスッ!）
- 男は僕ひとり!? 欲求不満だらけの女性専用シェアハウス、入居者募集中。加藤あやの 加藤ももか 大槻ひびき 愛須心亜（2月25日、ダスッ!）
- 縄酔い人妻 緊縛奴隷に堕ちた私 中尾芽衣子（3月13日、AVS collector’s）
- 熟女年の差レズエステ 若妻潮吹き連続アクメ（3月15日、ピーターズ）
- 寝取り屋痴女×逆輪姦テレビ電話 元カノが依頼した寝取り屋女に浮気現場を仕組まれて愛する今カノの目の前でハーレム逆輪姦中出し動画をテレビ電話で晒され続けた僕。（3月25日、本中）
- お姉さんの巨尻が猥褻過ぎて秒殺で悩殺!! 中尾芽衣子（4月19日、MARRION）
- 挑発! ナマイキ娘のパンチラ足コキ 2（5月21日、グローリークエスト）
- 様々なシチュエーションで痴女たちが男を上から目線で凌辱する騎乗位! パンストを見せつけ破れた穴からパンティずらして強制挿入! 2（6月11日、グローリークエスト）
- 家庭内の至る場所で義父に初アナルを仕込まれる美人嫁 中尾芽衣子（9月3日、グローリークエスト）
- どんな女でも絶対にイカせる玩具で何度もガチイキするアヘ顔晒しオナニー 2（10月15日、グローリークエスト）
- 旅行先で彼女と彼女の親友と川の字相部屋… 彼女とのイチャイチャに興奮した彼女の親友に誘惑されて朝まで中出しセックスしまくった 吉良りん（10月25日、本中）- 主演は吉良りん。中尾は脇役出演。
- 一人のM女として… 限界を超えた先の快感に歓喜の涙 中尾芽衣子（10月25日、AVS collector’s）

- アナルティーチャー III 赤瀬尚子 中尾芽衣子（1月21日、グローリークエスト）
- MM号特別編 仲良しAV女優2人組が「心を合わせて脱出ゲーム」に挑戦! キス/おっぱい揉み/電マ/フェラ/中出しセックスから一つを選んで2人の選択がピッタリ合ったら見事脱出! 失敗したら選んでしまったHな罰ゲーム! 恥じらいつつも最後は2人仲良く中出しセックスしてしまうのか?（3月7日、DEEP'S）
- 絶対服従スプレー 中尾芽衣子（3月13日、バルタン）
- 妄想アイテム究極進化シリーズ 真・時間が止まる腕時計 家族全員まとめてSTOP ALL近親相姦SP（6月10日、ROCKET）
- 性奴隷からのオナニービデオレター 03（6月25日、SEX Agent）
- おしっこ114連発 98人（9月2日、グローリークエスト）
- パンスト愛好者が撮影したこだわりの美脚パンティストッキングオナニー（11月1日、OFFICE K’S）
- 集団おなら責め 放屁でお仕置きする女尊男卑会社（12月14日、犬）

- 秘書in... (脅迫スイートルーム) 中尾芽衣子（4月1日、ドリームチケット）
- アナルバニー 中尾芽衣子（4月5日、グローリークエスト）
- M男クンの職場の鍵、貸します。 中尾芽衣子（4月29日、ワープエンタテインメント）
- 素人いじめられたい女子 中田氏の生中出し歯科医院派遣事務 中尾芽衣子 25歳 汗まみれアクメ絶頂スパイラル! 掃除大変です! 犯罪的潮吹き事務員 下品すぎる勃起乳首（5月12日、プラム）
- おま○こびちゃびちゃクリトリス吸引バイブオナニー（5月17日、グローリークエスト）

### VR
2017年
- kira☆kira VR クラス全員GAL超ハーレムSEX 15人のギャルに呼び出されべろちゅう三昧! 60分スペシャル!!（8月1日、kira☆kira）※「VR-1グランプリ 2017」エントリー作品。

2018年
- 全裸オフィス 裸の女子社員に囲まれて… 篠田ゆう 卯水咲流 涼南佳奈 星あんず 中尾芽衣子 芹沢ゆず（10月12日、KMPVR）
- 真下からの神アングル痴漢VR（12月21日、ROOKIE）

2019年
- 常にパンチラとブラチラが見れるラッキースケベ電車（1月4日、ROOKIE）
- HQ超画質革命! 彼女の家にお邪魔したら、制服姿の可愛い妹さんに誘惑され、寝てる彼女の横でエッチしちゃった!!! 御坂りあ（2月9日、こあらVR）- 主演は御坂りあ。中尾は脇役出演。
- Fitch肉感VR 織田真子VR解禁! 彼女に隠れてグラマーボディで僕を過激に誘惑するドエロい爆乳ママ（2月15日、Fitch）- 主演は織田真子。中尾は脇役出演。
- 「二人だけの内緒だよ」本番禁止なのに挿入懇願!? 至近距離で神乳揉み放題! ハメ放題! 裏オプおっパブスペシャル 伊藤舞雪（5月17日、kawaii*）- 主演は伊藤舞雪。中尾は脇役出演。
- 目の前で赤くほてったイキ顔ドアップVRバックから挿入されて腰振りSEXで突かれながら連続絶頂のイキ顔をカメラの前でドアップ収録（9月4日、ROOKIE）
- 目の前でM字をじっくり堪能VR（10月30日、ROOKIE）

2020年
- 集団キメセクVRスペシャル!! 【SODVR700本記念超大作】媚薬・覚醒・絶頂・SEX中毒になった女子大生たちににキメパコ好き放題ハメ倒されまくるVR 奏音かのん 宮沢ちはる 浜崎真緒 中尾芽衣子（5月13日、SODクリエイト）
- お尻ぺんぺん & スパンキング（10月7日、ROOKIE）
- 1日後に死ぬボクに舞い降りたSEX案件 突然美女8人が余命1日の僕の元へ次々に押し寄せ性欲介護の看取りSEX（10月14日、ROOKIE）

2021年
- 【僕は全裸で見るVR】 先輩ナースの凄テク清拭で勃起したチ●コが、昔イカされまくった元彼のデカチンにそっくり! 思わず夜こっそり生ハメしに来た巨乳ナース 凪沙ゆきの（4月16日、本中）- 主演は凪沙ゆきの。中尾は脇役出演。

2022年
- ハーフミラー越しに彼女がいるのに大胆不敵に痴女られるペア個室NTRエステ 乙白さやか（1月20日、S1 NO.1 STYLE）- 主演は乙白さやか。中尾は脇役出演。
- 尻圧MAXピストン & デカ尻ローリングストロ―クで朝まで種絞り 中尾芽衣子（7月6日、KMPVR）

### イメージDVD
- 性少女（2016年2月26日、Sharon）※「西内アリア」名義

## 出演

### テレビ
- 魚拓と成瀬のツキとスッポンぽん #194,#195/#265,#266（2018年5月20日,27日/2019年9月29日,10月6日、パチ・スロ サイトセブンTV）
- DTテレビ（2018年12月7日、AbemaTV）
- ダラケ! 〜お金を払ってでも見たいクイズ〜 #31（2019年9月16日、BSスカパー!）[5]

### ウェブテレビ
- シモネタGP（2021年9月10日 - 10月1日、AbemaTV） - スペシャルサポーター。ドシモネタGPにも出演。

### 映画
- エンボク（2020年7月3日、キングレコード） - JK 役
- ばるぼら（2020年11月20日、イオンエンターテイメント）[6]